# Asterobemisia obenbergeri
Asterobemisia obenbergeri là một loài côn trùng cánh nửa trong họ Aleyrodidae, phân họ Aleyrodinae.
Asterobemisia obenbergeri được Zahradnik miêu tả khoa học đầu tiên năm 1961.